# Донса, Годфред
Годфред Донса (англ. Godfred Donsah; родился 7 июня 1996 года в Аккра, Гана) — ганский футболист, полузащитник клуба «Ени Малатьяспор». Выступал за национальную сборную Ганы.

## Клубная карьера
Донса начал заниматься футболом на родине, где его заметили скауты итальянского клуба «Палермо» и пригласили в команду. Летом 2013 года для получения игровой практики он был отдан в аренду в «Верону». 19 апреля 2014 года в матче против «Аталанты» Годфред дебютировал в итальянской Серии А, заменив во втором тайме Массимо Донати. Летом того же года Донса перешёл в «Кальяри». 19 октября в поединке против «Сампдории» он дебютировал за новую команду. 11 января 2015 года в матче против «Чезены» Годфред забил свой первый гол за «Кальяри».
Летом того же года он перешёл в «Болонью». 29 августа в поединке против «Сассуоло» Донса дебютировал за новую команду.

## Международная карьера
В 2015 году в составе молодёжной сборной Ганы Донса принял участие в молодёжном чемпионате мира в Новой Зеландии. На турнире он сыграл в матчах против команд Австрии, Аргентины, Панамы и Мали.